# لحلاح كريتي
اللحلاح الكريتي (باللاتينية: Colchicum cretense) نوع نباتي يتبع جنس اللحلاح من الفصيلة اللحلاحية.

## الموئل والانتشار
موطنه جزيرة كريت.

## الوصف النباتي
النبات عشبي معمر. النبات سام كبقية أنواع اللحلاح.